# Милош Велимировић
Милош Милорад Велимировић (Београд, 10. децембар 1922 — 18. април 2008) био је амерички музиколог. Двапут је био добитник Фулбрајтове стипендије, сматран је међународним стручњаком у областима византијске музике, историје словенске музике и историје италијанске опере у 18. веку.

## Младост
Велимировић је рођен у Београду, Србија, Југославија, од породице Милорада и Десанке (Јовановић) Велимировић, лекара и професора клавира. У детињству у Србији научио је да свира виолину и клавир. Научио је неколико језика и имао је доживотну страст за музиком. Током својих адолесцентских година студирао је историју музике и теорију музике . Велимировић је започео студиј историје музике на Универзитету у Београду, а студирао је и виолину и клавир на конзерваторијуму. 1941. године, инвазијом сила Осовине, универзитет је затворен, а Велимировићеве студије су обустављене до после рата.
Од 1950. до 1951. Велимировић је радио са професором Универзитета Харвард Албертом Лордом на прикупљању усмених епских песама од певача у Југославији. Овај теренски рад био је наставак рада на другом професору класике са Харварда, Милману Парију, од 1933. до 1935. године. Сам Лорд је помогао Парију у последњим фазама тог путовања. Материјал прикупљен на овом путовању најистакнутије је разматран у Лордовој књизи из 1960. године, Певач прича . Алберт и Мери Лу Лорд су спонзорисали Велимировићеву имиграцију у Сједињене Америчке Државе 1952. године, да би уписао постдипломске студије на Харварду. Велимировић је магистрирао (1953) и докторирао (1957) на Харварду.
Велимировић је био млађи сарадник византологије на Дамбартон Оуксу школске 1955/56 и 1956/57. Од 1957. до 1969. предавао је на Универзитету Јејл. За то време добио је Фулбрајтову стипендију за истраживање у Грчкој школске 1963/64. Од 1969. до 1973. Велимировић је био на факултету Универзитета Висконсин–Медисон. Предавао је на Универзитету Вирџиније од 1973. до 1993. године, док је био председавајући Мекинтајровог одсека за музику од 1974. до 1978. године. Године 1985. добио је другу Фулбрајтову стипендију за предавање у иностранству у Југославији. Велимировић је пензионисан као професор емеритус 1993. године. Након пензионисања, наставио је да живи у Вирџинији, све до своје смрти 2008. године, у 85. години, у Бриџвотеру.
Велимировић је 2003. године позван на симпозијум у Бољшој театар у Москви. Као наставак овог догађаја, његове руске колеге су му поклониле књигу Византия и Восточная Европа : литургические и музыкальные связи : к 80-летию доктора Милоша Велимировича (Byzantium and Eastern Europe: Liturgical and Musical Links – In Honor of the 80th Birthday of Dr. Miloš Velimirović). Том је првобитно написан на руском језику и укључивао је прилоге аутора из девет земаља. Велимировићу је 18. октобра 2004. Универзитет у Атини доделио почасни докторат.

## Одабрана дела
Детаљнију библиографију Велимировићевог дела до око 1993. године можете наћи у историји породице Велимировићи Гојка Антића. У библиографију су укључени записи који документују преводе Велимировићевих списа, првенствено на грчки, српско-хрватски и бугарски језик.
Књиге
- Byzantine elements in early Slavic Chant: The Hirmologion. Monumenta musicae Byzantinae. Copenhagen: E. Munksgaard. 1960.
- Jack Westrup, ур. (1966). „Byzantine Composers in Ms. Athens 2406”. Essays Presented to Egon Wellesz. London & New York: Oxford University Press.
- Studies in Eastern Chant, volumes I–IV. Egon Wellesz and Miloš Velimirović, general editors. Oxford University Press. 1966—1979.
- Laurence Berman, ур. (1972). „The Prooemiac Psalm of Byzantine Vespers”. Words and Music: The Scholar's View: A Medley of Problems and Solutions Compiled in Honor of A. Tillman Merritt by Sundry Hands. Cambridge: Harvard University, Department of Music . Спољашња веза у |publisher= (помоћ)
- Stanley Sadie, ур. (1980). „Russian and Slavonic Church Music”. The New Grove Dictionary of Music and Musicians. London: Macmillan. ISBN 1-56159-174-2.
- Malcolm Hamrick Brown, ур. (1984). „Melodies of the Ninth-Century Kanon for St. Demetrius”. Russian and Soviet Music: Essays for Boris Schwarz. Russian Music Series. Ann Arbor: UMI Research Press. ISBN 0-8357-1545-0.
- Richard Crocker; David Hiley, ур. (1990). „Christian Chant in Syria, Armenia, Egypt, and Ethiopia”. The New Oxford History of Music: v.2 The Early Middle Ages to 1300 (2nd изд.). Oxford University Press. ISBN 0-19-316329-2.
- Richard Crocker; David Hiley, ур. (1990). „Byzantine Chant”. The New Oxford History of Music: v.2 The Early Middle Ages to 1300 (2nd изд.). Oxford University Press. ISBN 0-19-316329-2.
- John J. Yiannias, ур. (1991). „Byzantine Musical Traditions among the Slavs”. The Byzantine Tradition after the Fall of Constantinople. Charlottesville, VA: University Press of Virginia. ISBN 0-8139-1329-2.
- William C. Brumfield; Milos M. Velimirovic., ур. (1991). Christianity and the arts in Russia. Cambridge University Press. ISBN 0-521-41310-9.
- John S. Langdon; Stephen W. Reinert; Jelisaveta Stanojevich Allen; Christopher P. Ioannides, ур. (1993). „Reflections on Music and Musicians in Byzantium”. ΤΟ ΕΛΛΗΝΙΚΟΝ: Studies in Honor of Speros Vryonis, Jr. New Rochelle, New York: Aristide D. Caratzas. ISBN 0-89241-512-6.
- Alex N. Dragnich, ур. (1994). „Serbia's Cultural Legacy: the Middle Ages”. Serbia's Historical Heritage. New York: Columbia University Press. ISBN 0-88033-244-1.
- A. R. Littlewood, ур. (1995). „Originality and Innovation in Byzantine Music”. Originality in Byzantine Literature, Art and Music: A Collection of Essays. Oxford: Oxbow Books. ISBN 0-946897-87-5.
- Geoffrey C. Orth, ур. (1995). „The First Organ Builder in Russia”. Literary and Musical Notes: a Festschrift for Wm. A Little. Berne: Peter Lang. ISBN 3-906753-89-1.
- Helen Damico with Donald Fennema and Karmen Lenz, ур. (2000). „Egon Wellesz (1885–1974)”. Medieval Scholarship: Biographical Studies on the Formation of a Discipline: Volume 3: Philosophy and the Arts. New York & London: Garland Publishing, Inc. ISBN 0-8153-3339-0.
- Peter Jeffery, ур. (2001). „Russian Musical Azbuki: A Turning Point in the History of Slavic Chant”. The Study of Medieval Chant: Paths and Bridges, East and West: in Honor of Kenneth Levy. Cambridge: Boydell & Brewer. ISBN 0-85115-800-5.
- Findeizen, Nikolai (16. 1. 2008). History of Music in Russia from Antiquity to 1800. Russian Music Studies. Miloš Velimirović and Claudia R. Jensen, editors, translation by Samuel William Pring. Bloomington: Indiana University Press. ISBN 978-0-253-34825-8.

### Радови
- Velimirovic, Milos (1960). „Russian Autographs at Harvard”. Notes. Second Series. Music Library Association. 17 (4): 539—558. ISSN 0027-4380. JSTOR 892377. doi:10.2307/892377.
- Velimirović, Miloš; Liszt, Franz (1961). „Lisztiana, with Three Unpublished Letters”. The Musical Quarterly. Oxford University Press. 47 (4): 469—480. ISSN 0027-4631. JSTOR 740625. doi:10.1093/mq/xlvii.4.469.
- Velimirovic, Milos M. (1962). „Liturgical Drama in Byzantium and Russia”. Dumbarton Oaks Papers. Dumbarton Oaks Papers, Vol. 16. 16: 349—385. JSTOR 1291166. doi:10.2307/1291166.
- Velimirovic, Milos; Rimsky-Korsakov, Nikolay (1962). „An Unpublished Letter from Rimsky-Korsakov”. Journal of the American Musicological Society. University of California Press on behalf of the American Musicological Society. 15 (3): 352—353. ISSN 0003-0139. JSTOR 829870. doi:10.1525/jams.1962.15.3.03a00080.
- Velimirovic, Milos (зима 1962). „Recent Soviet Articles on Music Theory”. Journal of Music Theory. Duke University Press on behalf of the Yale University Department of Music. 6 (2): 283—293. ISSN 0022-2909. JSTOR 842913. doi:10.2307/842913.
- Velimirovic, Milos (лето 1963). „"Early Roots of Russian Opera" Revisited”. Journal of the American Musicological Society. University of California Press on behalf of the American Musicological Society. 16 (2): 257—260. ISSN 0003-0139. JSTOR 829948. doi:10.1525/jams.1963.16.2.03a00100.
- „Cristoforo Ivanovich from Budva: the first Historian of the Venetian Opera”. Zvuk: 135—45. 1967.
- Velimirović, Miloš (јул 1968). „H. J. W. Tillyard, Patriarch of Byzantine Studies”. The Musical Quarterly. Oxford University Press. 54 (3): 341—351. ISSN 0027-4631. JSTOR 741291. doi:10.1093/mq/liv.3.341.
- Velimirović, Miloš; Velimirovic, Milos (Jan—Jun 1971). „Present Status of Research in Byzantine Music”. Acta Musicologica. International Musicological Society. 43 (1/2): 1—20. ISSN 0001-6241. JSTOR 932497. doi:10.2307/932497. Проверите вредност парамет(а)ра за датум: |date= (помоћ)
- Velimirović, Miloš; Velimirovic, Milos (Jul—Dec 1972). „The Present Status of Research in Slavic Chant”. Acta Musicologica. International Musicological Society. 44 (2): 235—265. ISSN 0001-6241. JSTOR 932170. doi:10.2307/932170. Проверите вредност парамет(а)ра за датум: |date= (помоћ)
- Velimirovic, Milos (јесен 1975). „[Letter from Miloš Velimirović]”. Journal of the American Musicological Society. University of California Press on behalf of the American Musicological Society. 28 (3): 567—569. ISSN 0003-0139. JSTOR 831331. doi:10.1525/jams.1975.28.3.03a00160.
- Kenneth E. Naylor, ур. (1976). „Peasant Culture and National Culture: Examples from the Arts”. Balkanistica. Columbus, OH: Slavica Publishers, Inc. [for the American Association for South Slavic Studies]. III. ISSN 0360-2206.
- Velimirović, Miloš (април 1976). „Egon Wellesz and the Study of Byzantine Chant”. The Musical Quarterly. Oxford University Press. 62 (2): 265—277. ISSN 0027-4631. JSTOR 741340. doi:10.1093/mq/lxii.2.265.
- Velimirovic, Milos (зима 1986). „Changing Interpretations of Music”. New Literary History. The Johns Hopkins University Press. 17 (2): 365—380. ISSN 0028-6087. JSTOR 468903. doi:10.2307/468903.